# Among Beggars and Thieves
Among Beggars And Thieves è il sesto album della power metal band Falconer, pubblicato nel 2008.

## Tracce
1. Field of Sorrow – 5:35
2. Man of the Hour – 3:56
3. A Beggar Hero – 2:08
4. Vargaskall – 4:19
5. Carnival of Disgust – 4:04
6. Mountain Men – 4:39
7. Viddernas Man – 4:43
8. Pale Light of Silver Moon – 4:05
9. Boiling Led – 4:58
10. Skula, Skorpa, Skals – 3:51
11. Dreams and Pyres – 7:48